# TrueNAS
TrueNAS（トゥルーナス）は、PCでネットワークアタッチトストレージ（NAS）を構築することに特化したUnix系システム（FreeBSDディストリビューション、およびLinuxディストリビューション）である。BSDライセンス下で配布されている。バージョン12.0よりFreeNASもTrueNASに統合された。
Linuxをベースとしたシステムへの移行が検討されたが、iXsystemsが支援を表明し、8.x系への移行とGUIのモジュール化、PC-BSDのPBIを参考にしたモジュール技術の投入として、開発は継続されることとなった。
LinuxベースにFreeNASの成果を移植したCoreNASと呼ばれていたシステムはOpenMediaVaultとしてフォークし、従来のFreeNASプロジェクトの主要開発者であるVolker Theileはこちらへ移行する。
また FreeNAS 0.7系をベースで派生したXigmaNASも開発が行われている。
バージョン12.0より有償版であった従来のTrueNASはTrueNAS Enterpriseへ名称変更され、無償版のFreeNASはTrueNAS COREへ名称変更・統合された（COREはCommunity supported Open source Rapid development Early availabilityの略称）。
Debian LinuxをベースとしたTrueNAS SCALEは2022年2月22日に正式版がリリースされた。

## 特徴
- iSCSI対応(iSCSIターゲット/iSCSIイニシエータ)
- ソフトウェアRAID対応、JBOD (Just a Bunch Of Disks) 対応
- rsync、Unison対応
- ファイルシステム:ZFS（その他FreeBSDがサポートするファイルシステムUFS、ext2/ext3、NTFS、FAT32などはZFSへのインポートのみ対応）
- ハードディスク(HDD)タイプ:NVMe、パラレルATA、シリアルATA、SCSI、SAS、iSCSI、USB、IEEE 1394サポート
- ディスクの暗号化:geli (GEOM eli) により動作
- DDNSクライアント機能
- S.M.A.R.T.対応
- syslogサーバへの転送機能
- SNMPモニタリング機能
- ユーザ認証機能/グループユーザ管理(ローカルユーザ認証,MSドメイン認証)
- 電子メールログと通知レポート機能
- ATAoE対応
- iTunesサーバ機能
- DAAPサーバ機能
- UPS (Uninterruptible power supply) サポート

## システム要件
ファイルシステムにZFSを用いるため、特にシステムメモリに対して高めの性能が要求される。
- 2コア以上のAMD64アーキテクチャCPU
- 16GB以上のシステムメモリ
- 16GB以上のブート用SSD
- 2台以上の同一容量のストレージデバイス（RAID用）

## 利用可能なプロトコル
- CIFS (SMB)
- TFTP
- FTP
- NFS
- SSH
- rsync
- AFP
- UPnP
- iSCSI